# Tornesch
Tornesch (niederdeutsch: Torneesch) ist eine Stadt im Kreis Pinneberg in Schleswig-Holstein. Sie grenzt direkt an die Stadt Uetersen und die Gemeinden Heidgraben, Klein Nordende, Seeth-Ekholt, Ellerhoop, Kummerfeld, Prisdorf, Appen und Moorrege (im Uhrzeigersinn).

## Geografie
Tornesch liegt 16 Kilometer nordwestlich von Hamburg am Rande der Marschgebiete auf der in die Marsch hineinragenden Geest. Es wird südlich durch die Pinnau und die Bilsbek begrenzt, westlich durch den Ohrtbrookgraben und östlich durch die ehemalige Bundesstraße und die Autobahn 23.
Zu Tornesch gehören die Ortsteile Ahrenlohe, Esingen und Oha.

## Geschichte

### Geschichte Esingens
Das Dorf Esingen ist der älteste Teil der Stadt Tornesch. Es ist ein Urdorf und gehört zur Gruppe von Dörfern, deren Entstehung von Fachleuten auf das 6. und 7. Jahrhundert nach Christus zurückgeführt wird. Urkundlich wird es seit 1285 genannt, als Heinrich II von Barmstede dem 1235 gegründeten Kloster Uetersen weitere Einkünfte und Gerechtsamen schenkte.

### Geschichte Ahrenlohes
Ahrenlohe wurde in der zweiten Hälfte des 17. Jahrhunderts erwähnt. Zunächst dienten einige Katen Arbeitern in dem Moor- und Waldgebiet als Wohnsitz. Anfang des 18. Jahrhunderts folgten dann Bauernhöfe und weitere Bauten.

### Geschichte Torneschs

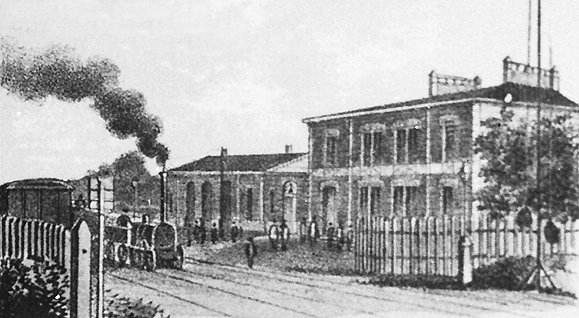
Der Bahnhof Tornesch um 1850

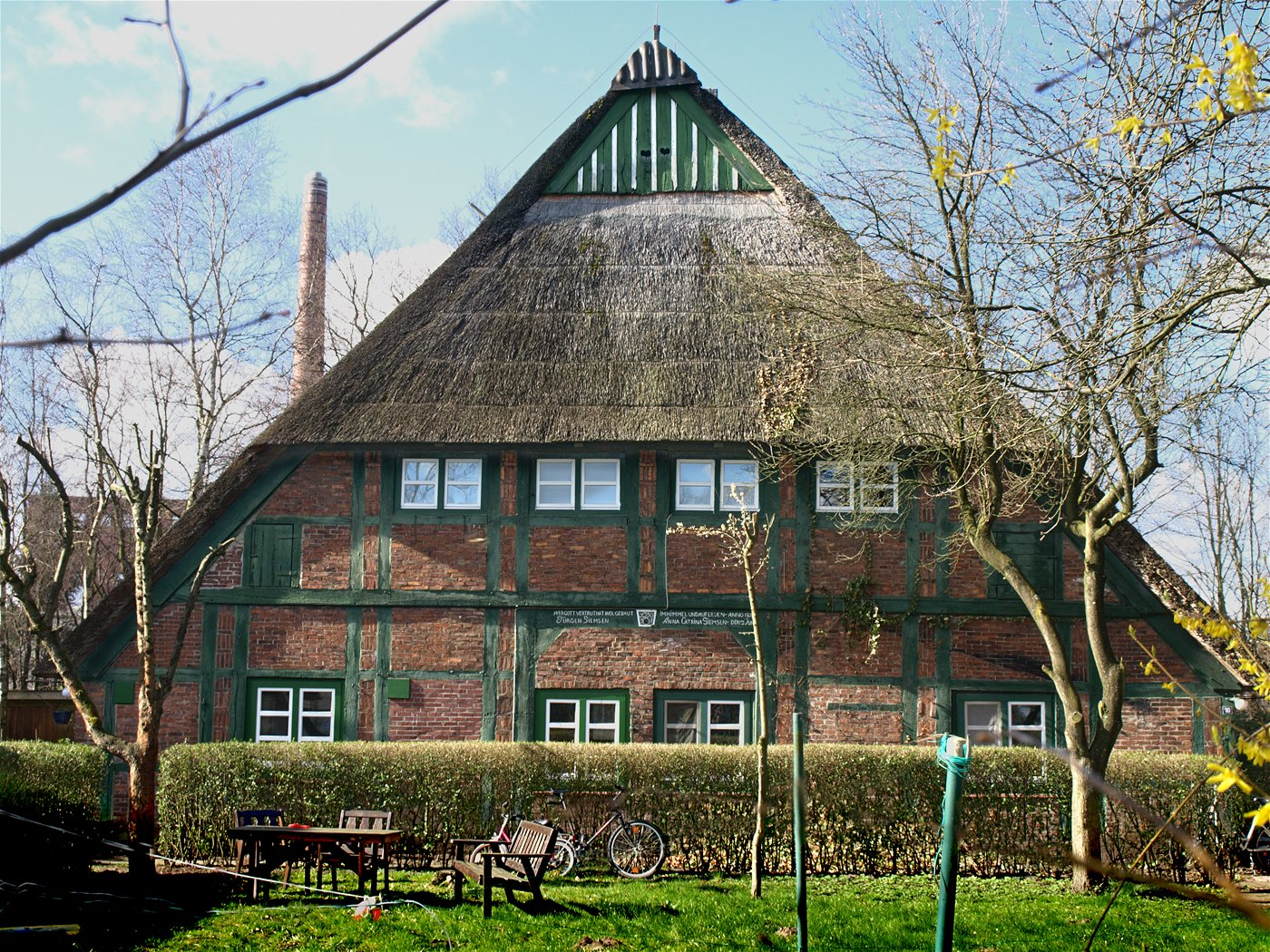
Das Altenteilerhaus (Bj. 1810), letzter Rest des Tornescher Hofs von Jürgen Siemsen, wurde 2013 abgerissen.

Die Gründung verdankt Tornesch dem Bau der Eisenbahnstrecke zwischen Altona und Kiel (Altona-Kieler Eisenbahn-Gesellschaft). Diese wurde durch den dänischen König Christian VIII. veranlasst. Die Dörfer Uetersen (hier insbesondere die ansässigen Fuhrunternehmer) und Esingen (mit dem Ortsteil Ahrenlohe) und deren Bürger sprachen sich gegen den Bau einer Eisenbahn aus, konnten den Bau aber nicht verhindern. Den Bau eines eigenen Bahnhofes konnten sie aber ablehnen.
Dieses nutzte der Bauer Jürgen Siemsen aus. Er überließ dem König den Grund zum Bau eines Bahnhofes. Als Gegenleistung wurde ihm das Schankrecht in der Bahnhofsgastwirtschaft übertragen. Dieses gilt als Geburtsstunde des neuen Ortsteils: Tornesch.
Hier war auch über Jahre ein Kino angesiedelt und in den Räumen fanden die Gemeinderatssitzungen statt, in denen auch die Umbenennung des Ortes (siehe unten) beschlossen wurde.
Nach dem Bau von Eisenbahn und Bahnhof siedelten sich Fabriken an, die eine große Zahl von Arbeitern anzogen. Diese ließen sich im Ortsteil Tornesch nieder, der sich zu entwickeln begann. Bald war Tornesch größer als Esingen und vor allem bekannter, da die Fabriken und Geschäfte als Adresse Tornesch anstatt Esingen verwendeten. Initiiert durch den Grundeigentümerverein, beschloss der Gemeinderat 1930, die Gemeinde Tornesch und nicht mehr Esingen zu nennen. Ahrenlohe und Esingen erhielten aber den Status von Ortsteilen.
Während des Dritten Reiches wurden in der Brennerei unter anderem wichtige Zusatzstoffe für Flugbenzin hergestellt, um die Klopffestigkeit zu erhöhen, und es ist verwunderlich, dass Tornesch nicht häufiger das Ziel von Bombenangriffen war. Schließlich gab es nur fünf Hersteller und die Brennerei war eine der leistungsfähigsten. Dies geschah nach der Enteignung der früheren jüdischen Besitzer.
Der Erdaushub im Bereich des Tornescher Hofs (erste Phase) wurde nach Baustopp auf die Sondermülldeponie Ecklak im Kreis Steinburg verbracht. Im Bereich des zweiten Bauabschnitts liefen über Jahre Grundwassersanierungen. Heute steht nur noch ein Rudiment des alten Labors in Teilen, in dem die Geschäftsstelle der Stadtwerke Tornesch (SWT) und weitere Gewerbetreibende, wie auch zeitweise ein italienisches Restaurant, untergebracht waren. Die prägenden Teile der ehemaligen Brennerei wurden für Ansiedlung von Einkaufsmöglichkeiten und die Neugestaltung des Ortskerns abgerissen.
Das Stadtrecht wurde Tornesch zum 1. Januar 2005 verliehen. Die Bedingungen für die Verleihung waren bereits Jahre vorher gegeben, jedoch wurde der Antrag erst nach der Änderung der Kommunalgesetze gestellt. Heute sind mit dem Stadtrecht keine bedeutenden Privilegien mehr verbunden, dennoch erhofften sich der Bürgermeister und einige Tornescher Kommunalpolitiker ein höheres, überregionales Ansehen der Kommune und dadurch auch neue Impulse für Investoren.

## Politik

### Ratsversammlung
- CDU: 11
- Grüne: 5
- SPD: 5
- FDP: 2
- BfT: 5

Die Ratsversammlung ist die kommunale Volksvertretung der Stadt Tornesch. Über die Zusammensetzung entscheiden die Bürger alle fünf Jahre. Die letzte Kommunalwahl fand am 14. Mai 2023 statt. Diese führte bei einer Wahlbeteiligung von 54,6 % zu nebenstehender Zusammensetzung der Stadtvertretung.

### Bürgermeister
Hauptamtlicher Bürgermeister von Tornesch ist seit dem 1. Juli 2024 Christopher Radon (CDU). Er wurde bei der Bürgermeisterwahl am 4. Februar 2024 mit 57,1 Prozent der Stimmen gewählt. Die unterlegene Gegenkandidatin Ann Christin Hahn (Grüne) erhielt 47,9 Prozent der Stimmen. Die Wahlbeteiligung lag bei 52,1 Prozent. Radon trat damit die Nachfolge von Sabine Kählert an, die nach einer Amtszeit nicht erneut angetreten war.

### Wappen
Das Wappen wurde am 3. September 1965 genehmigt.
Blasonierung: „In Blau ein freistehender goldener Zinnenturm aus Ziegeln mit offenem Tor, beiderseits begleitet von je einem goldenen Eschenblatt.“
Tornesch wird in volksetymologischer Namensdeutung als Verbindung der Wörter Turm und Esche aufgefasst. Die niederdeutsche Sprachform des Bauwerks lautet „Torn“. Die wissenschaftliche Erklärung des Ortsnamens geht von mehreren, bildlich wenig ansprechenden Deutungsvarianten aus. Beide Namensbestandteile werden im Wappen durch eine entsprechende Figur berücksichtigt. Das Eschenblatt, das als „pars pro toto“ den Baum vertritt, wird aus Symmetriegründen dabei doppelt wiedergegeben. Da das Wappen andere Figuren nicht enthält, ist es das Musterbeispiel eines „redenden“ heraldischen Wahrzeichens. Es zeigt nur, was der Name sagt: den Turm und die Esche. Bis 1930 hieß der aus dem Dorf Esingen und dem an der Bahnstrecke Kiel-Altona gelegenen Wohnplatz Tornesch zusammengesetzte Ort Esingen.
Das Wappen wurde von dem Brunsbütteler Heraldiker Willy „Horsa“ Lippert gestaltet.

### Flagge
Die Flagge wurde am 6. Dezember 1991 genehmigt.
Auf blauem Flaggentuch die Figuren des Gemeindewappens in flaggengerechter Tingierung.

### Städtepartnerschaften
Tornesch hat Städtepartnerschaften mit:
- Strzelce Krajeńskie, Polen
- Gmunden, Österreich

Eine Partnerschaft mit der dänischen Kommune Jammerbugt wurde im Jahr 2008 geschlossen.

## Kultur und Sehenswürdigkeiten

### Gebäude

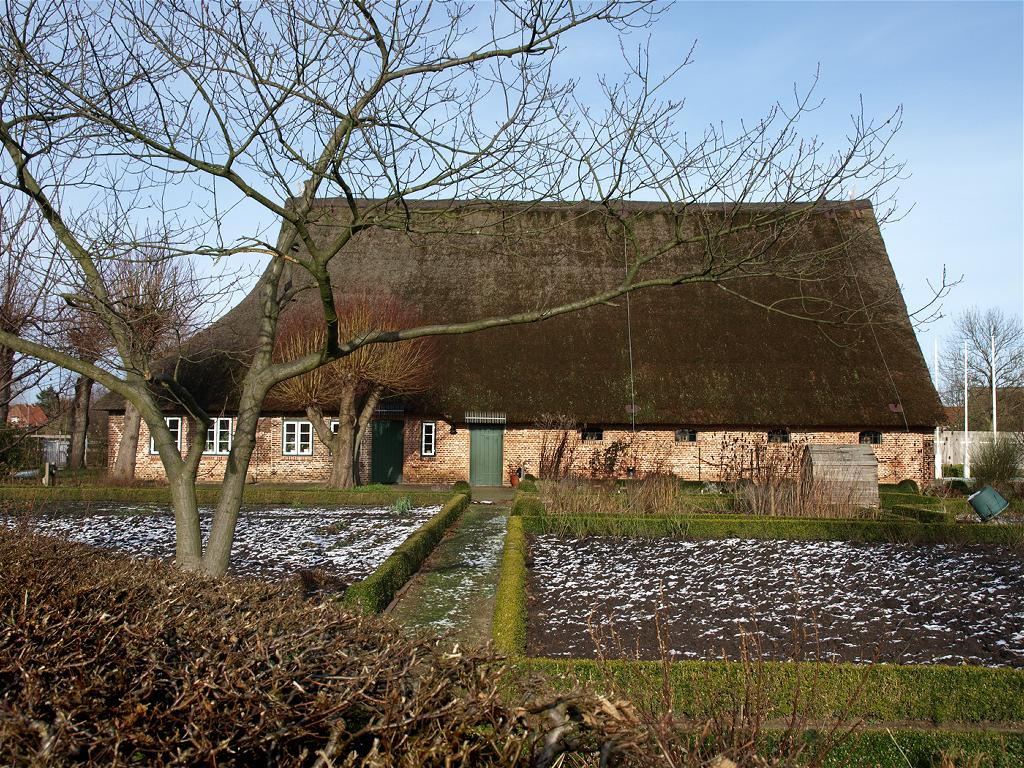
Heimathaus „Ostermannscher Hof“ in Esingen, Baujahr 1738

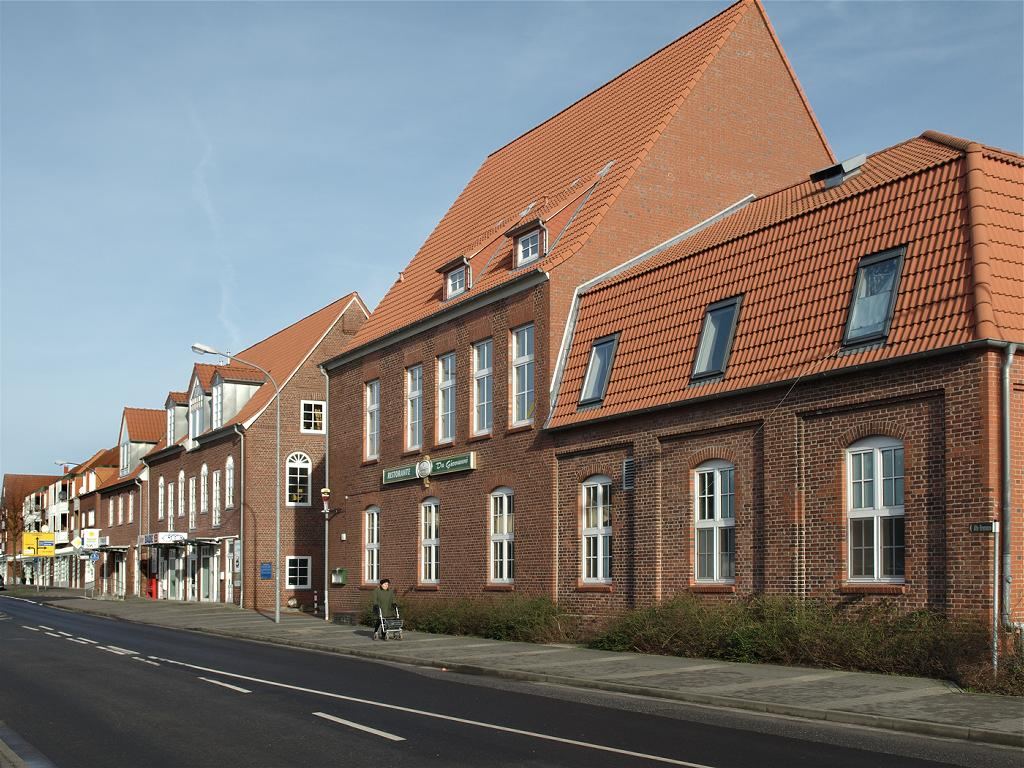
Umgenutzte Gebäude der Brennerei in der Esinger Str. Baujahr: 1914/1915

In den älteren Ortsteilen Ahrenlohe und Esingen stehen neben bäuerlichen Wohnbauten der frühen Neuzeit auch Bauten vom Anfang des 20. Jahrhunderts:
- Ostermannscher Hof von 1738 (heute das Tornescher Heimathaus; unter Denkmalschutz[8])
- Esinger Grundschule „Johannes-Schwennesen-Schule“, 1906 eingeweiht
- Ehemalige Ahrenloher Volksschule (Bj. 1882), Vereinsraum und im Anbau Sitz der Freiwilligen Feuerwehr Ahrenlohe. Seit 2018 Kulturzentrum.

In der Umgebung des Bahnhofs stand bis 2013 das Altenteilerhaus des ehemaligen Tornescher Hofs von 1810 (siehe Geschichte). Außerdem befinden sich dort zahlreiche Gebäude aus der Gründerzeit (bis zum Ersten Weltkrieg):
- Bahnhofsgebäude von 1844: Es wurde bis heute stark verändert und steht unter Denkmalschutz, obwohl nur noch der Standort an die alte Funktion erinnert. Der Bereich der Gepäckannahme wurde durch Umbau in einen Zeitschriftenhandel umgewandelt. Die alte Bahnhofsgaststätte ist durch Anbau einst mit einem Schuhgeschäft (Schuh Fleck), danach mit einer Videothek belegt und beherbergt heute einen barähnlichen Gastrobetrieb. Im oberen Bereich befindet sich heute die Suchtberatungsstelle. Einige Jahre waren der Wasserbetrieb Tornesch und ein Friseur dort untergebracht. Für einige Zeit hatte der vorherige Besitzer (Radio Dörr) in den unteren Räumen seine Verkaufsräume. In der später errichteten, fast noch originalen Güterannahme befindet sich heute noch ein Betriebsraum der DB sowie der Fahrradladen Eisenross.

- Der Rest der alten Brennerei (Laborteil), 1914/1915 erbaut, ist zum Restaurant und Geschäftshaus umgebaut
- Altes Postgebäude an der Esinger Straße
- Villen vom Anfang des 20. Jahrhunderts
- Die Tornescher Kirche ist 1960 entstanden. Außerdem befinden sich im Ortszentrum zahlreiche kleinere Wohnhäuser vom Anfang des 20. Jahrhunderts, wie man sie häufig in den Randgebieten Hamburgs findet. Es sind meist asymmetrisch angelegte Putzbauten. Eine Hälfte ist giebelständig, die andere traufständig. Dr. Klaus Mühlfried[9] bezeichnete diesen Typ als Seitenrisalit-Haus.

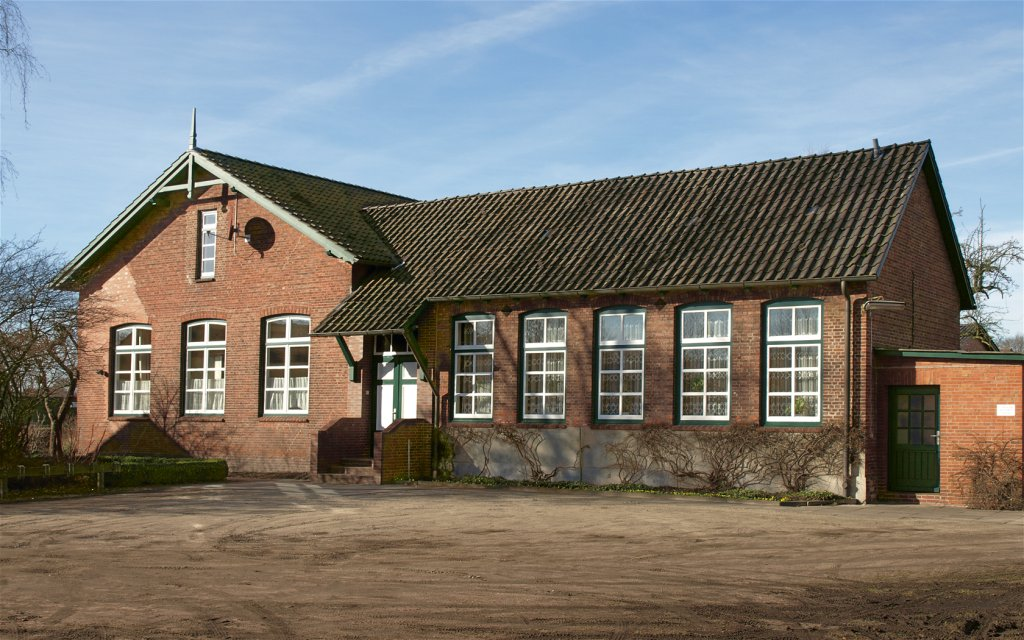
Ehem. Dorfschule Ahrenlohe, Baujahr: 1882, Anbau: 1897
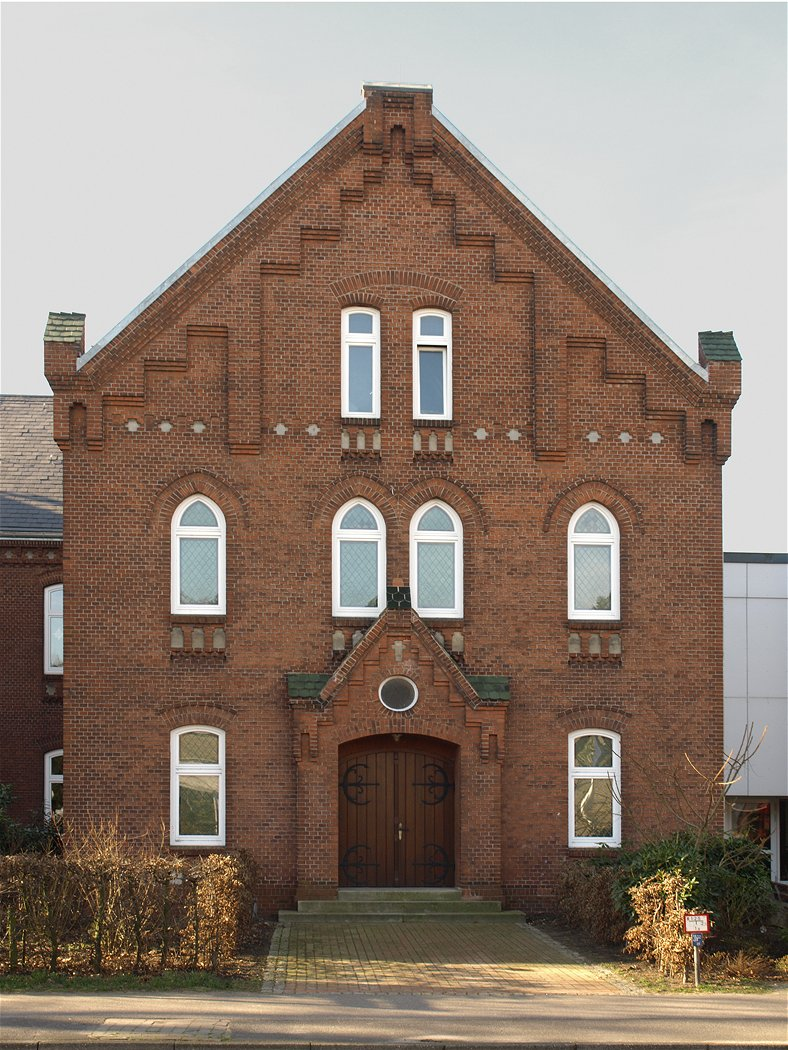
Schule in Esingen, Esinger Straße, Baujahr: 1906
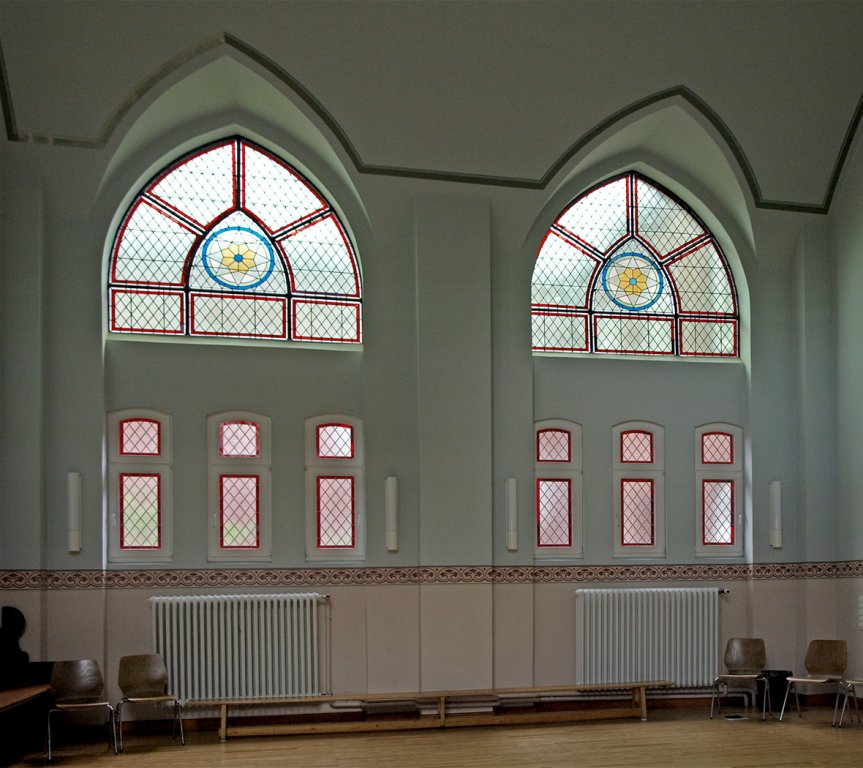
Kirchensaal in der Esinger Schule
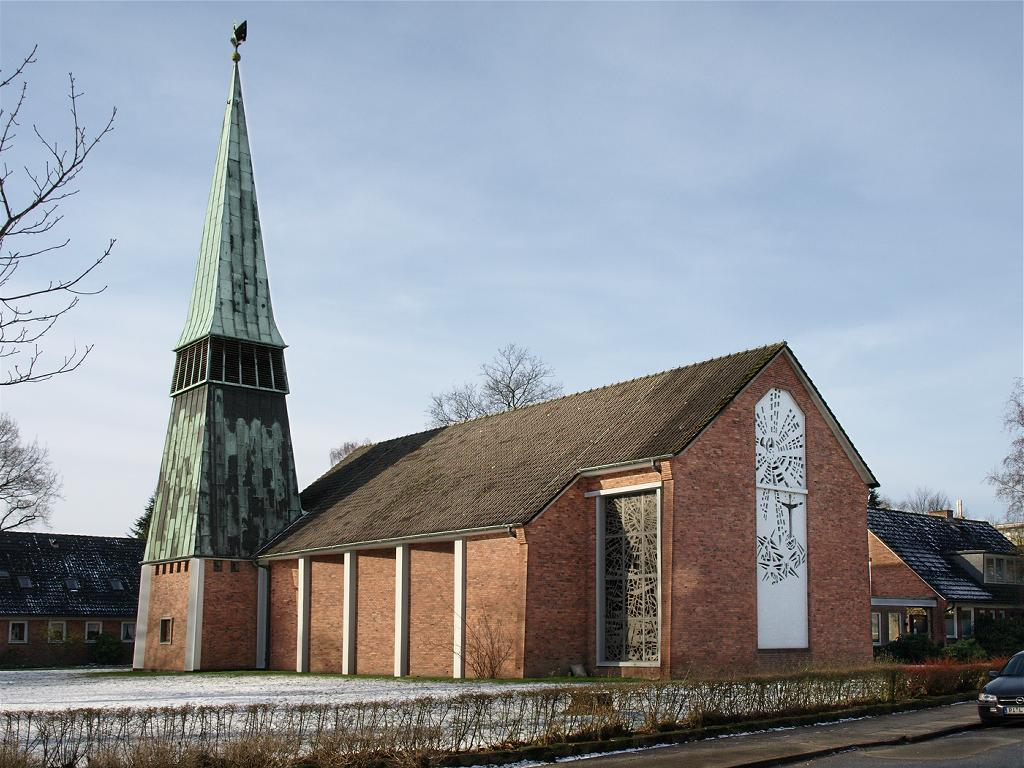
Tornescher Kirche Jürgen-Siemsen-Str., Baujahr: 1960
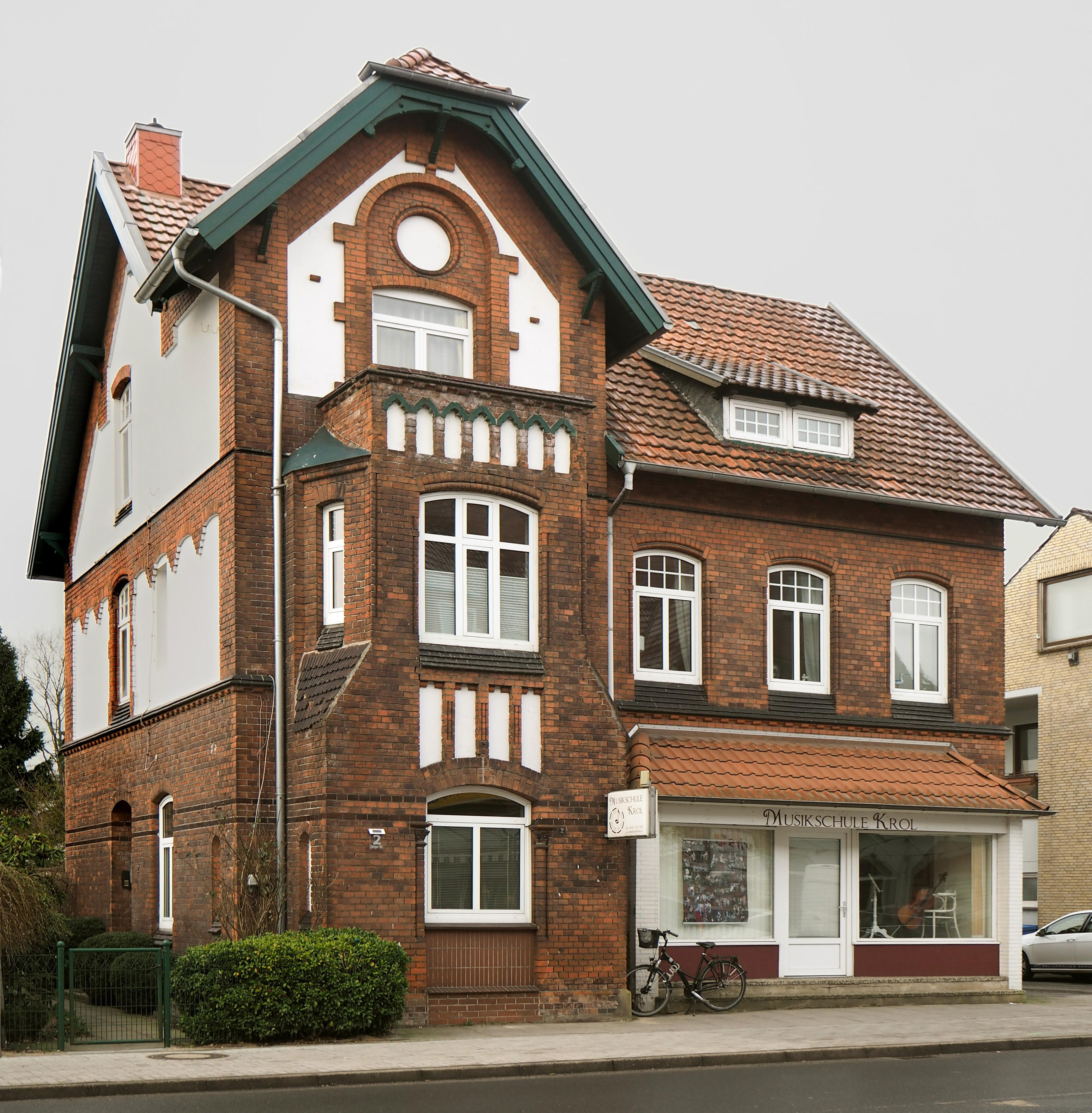
Altes Postgebäude in der Esinger Straße, Baujahr: 1906
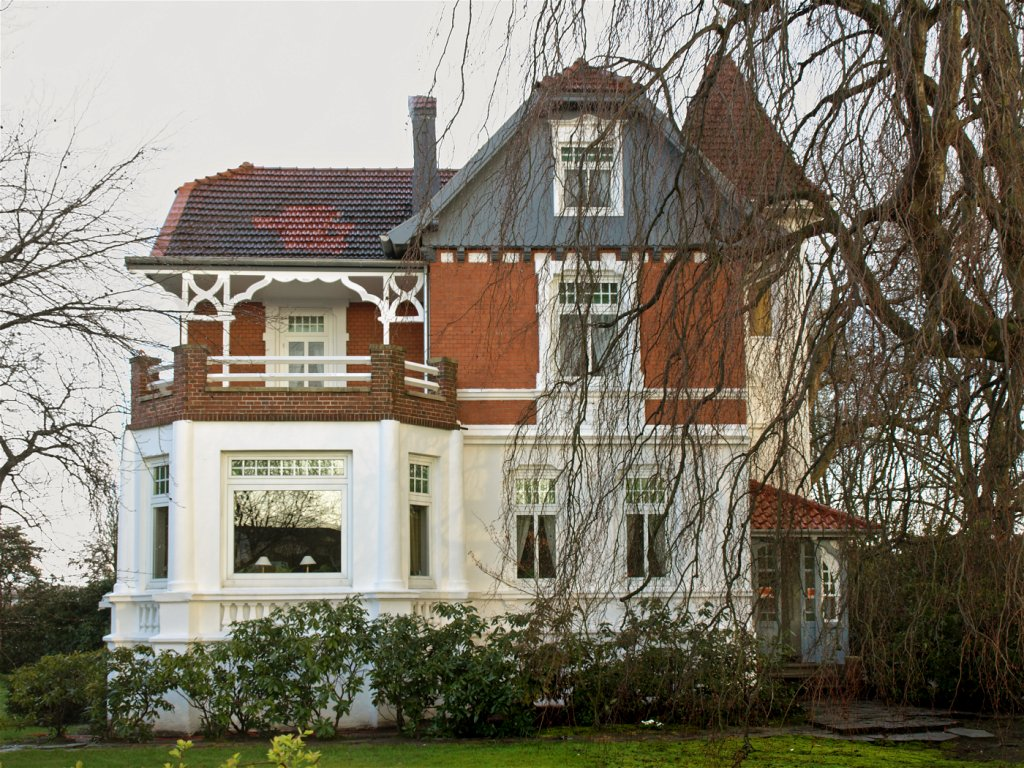
Villa an der Ahrenloher Straße, Baujahr: 1903
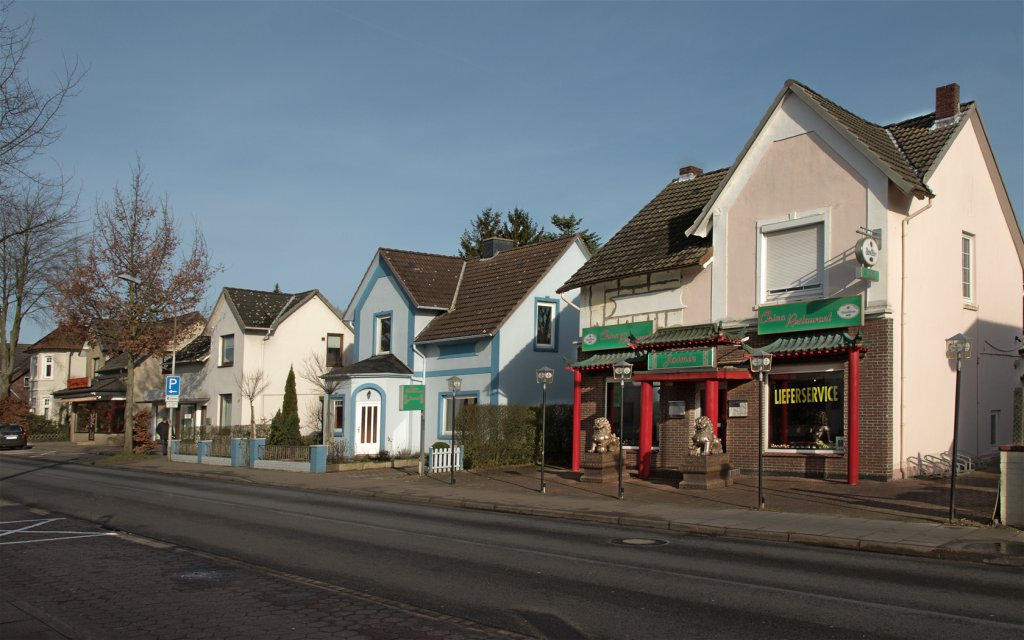
„Seitenrisalit-Häuser“ in der Friedrichstraße – Foto: 2008
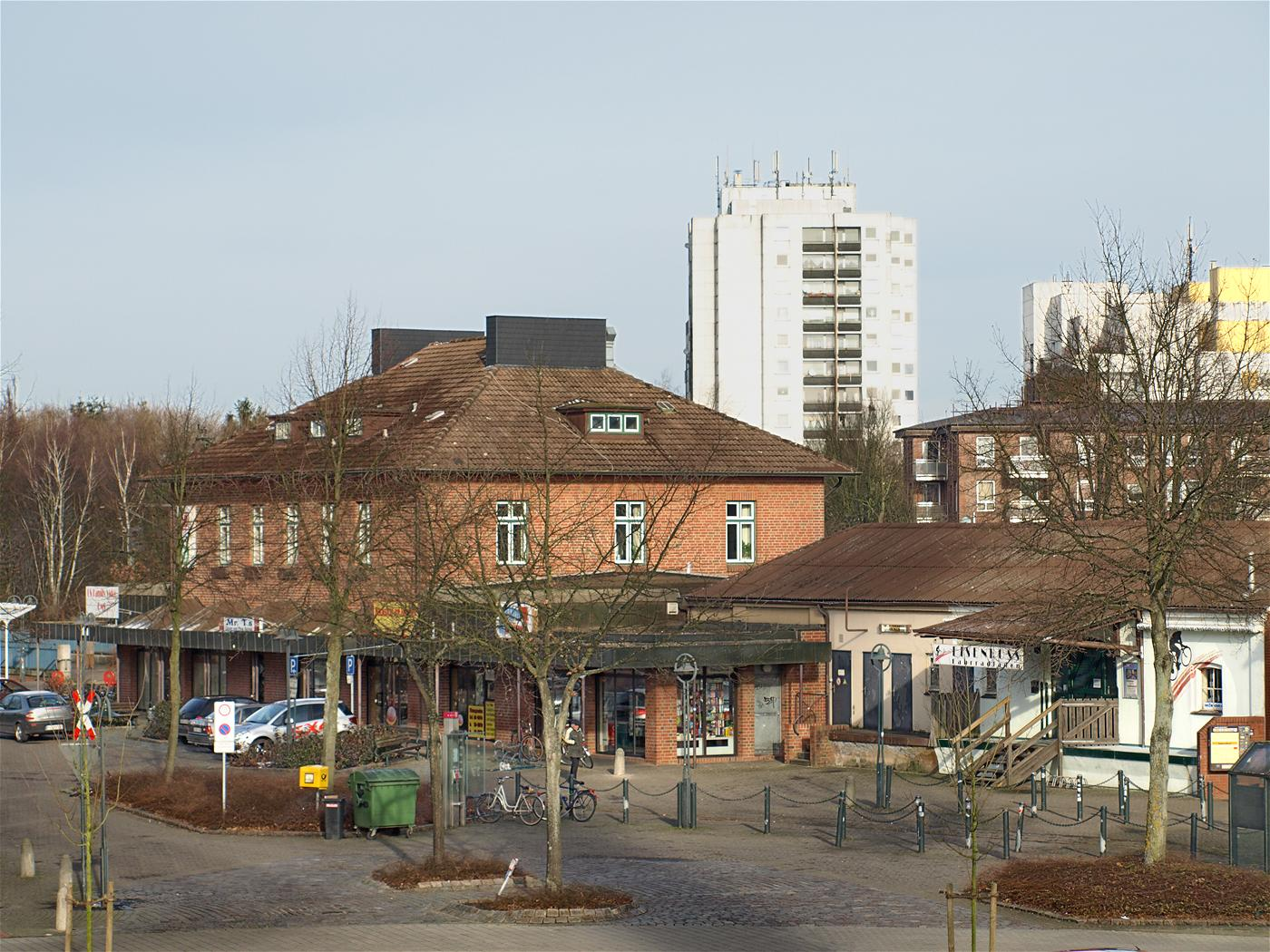
Bahnhofsvorplatz mit Bahnhofsgebäude, Baujahr: 1844
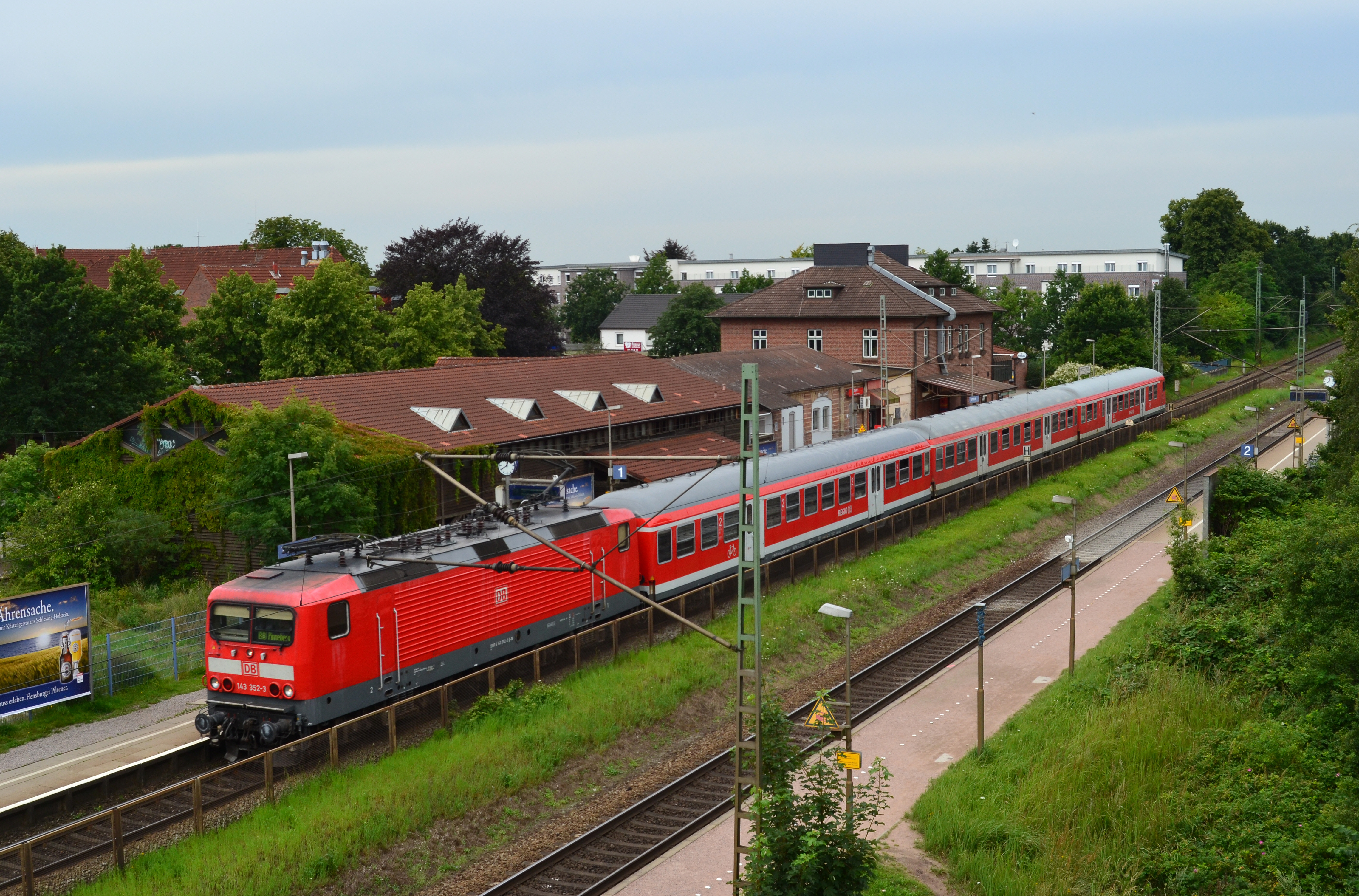
Bahnhof mit Regionalzug Elmshorn–Pinneberg, 2012

### Kultur
Die bekanntesten Vereine sind der gemischte Chor Esinger Liedertafel von 1876, der älteste Verein Torneschs und der Turn- und Spielverein TuS Esingen.
Tornesch verfügt außerdem über einen Tierschutzverein. Dieser hat auch eine Hundegruppe und einen Asylzwinger. Der Tierschutzverein Tornesch e. V. arbeitet eng mit dem Tierheim in Elmshorn zusammen.
In der Stadt alljährlich vielbeachtete Feste sind dabei das von den Freiwilligen Feuerwehren organisierte Osterfeuer, das zweijährige Weinfest der Kulturgemeinschaft und der rund um die Altentagesstätte „Pomm 91“ stattfindende Weihnachtsmarkt, auf dem viele Vereine und Parteien präsent sind.
Der wohl aktivste Kulturträger der Stadt ist die Kulturgemeinschaft Tornesch. Seit ihrer Gründung 1985 anlässlich der 700-Jahr-Feier des Urdorfs Esingen ist sie zu einer Institution geworden. Sie hat mit Mitgliedern der Esinger Liedertafel das Heimathaus für die Bewohner ihrer Stadt geschaffen. Das Heimathaus ist das einzige eingetragene Denkmal der Stadt Tornesch und wird von der Bevölkerung sehr gut angenommen.

### Religionen
Die größte Kirchengemeinde ist die evangelisch-lutherische Kirchengemeinde an der Jürgen-Siemsen-Straße. Neben dem an der Kirche liegenden Kirchenzentrum, in dem eine Kinderspielstube angesiedelt ist, betreibt die Gemeinde außerdem das Bonhoefferhaus im Esinger Moor am Wachsbleicher Weg.
Der in den 1960er Jahren heiß diskutierte Wetterhahn auf dem Kirchendach, wurde von dem Klempner Huckfeld gebaut. Der Ursprung eines eigenen Kirchengebäudes in Tornesch war der Kirchensaal in der Esinger Schule. Er wurde 2006 annähernd in den Urzustand versetzt.
Die neuapostolische Kirchengemeinde fusionierte im Oktober 2008 mit der Gemeinde Uetersen. Die gemeinsame Versammlungsstätte ist nun in Uetersen.
Einen Neubau der Zeugen Jehovas gibt es an der Gabelung Koppeldamm/Pastorendamm. In ihrem ehemaligen Gebäude in der Norderstraße waren bis 2005 Teile der VHS untergebracht.

### Museum
Seit Mai 2007 hat Tornesch ein Museum. Das Volkskundliche Museum Mölln Hof zeigt auf ca. 800 m² in den Monaten Mai bis Oktober (1. Sonntag im Monat 13–17 Uhr) eine volkskundliche Sammlung im ehemaligen Wirtschaftsgebäude des Mölln-Hofes in Tornesch-Esingen.

### Veranstaltungen
Seit 1991 versucht der ToAll (Tornescher Allerlei) die Kulturszene in Tornesch zu beleben. Die Veranstaltungen finden in der Regel in der Altentagesstätte „Pomm 91“ statt. Eine wiederkehrende Veranstaltung ist noch der von der Arbeitsgemeinschaft der freien Wohlfahrtsverbände alljährlich organisierte Weihnachtsmarkt.

### Naherholung

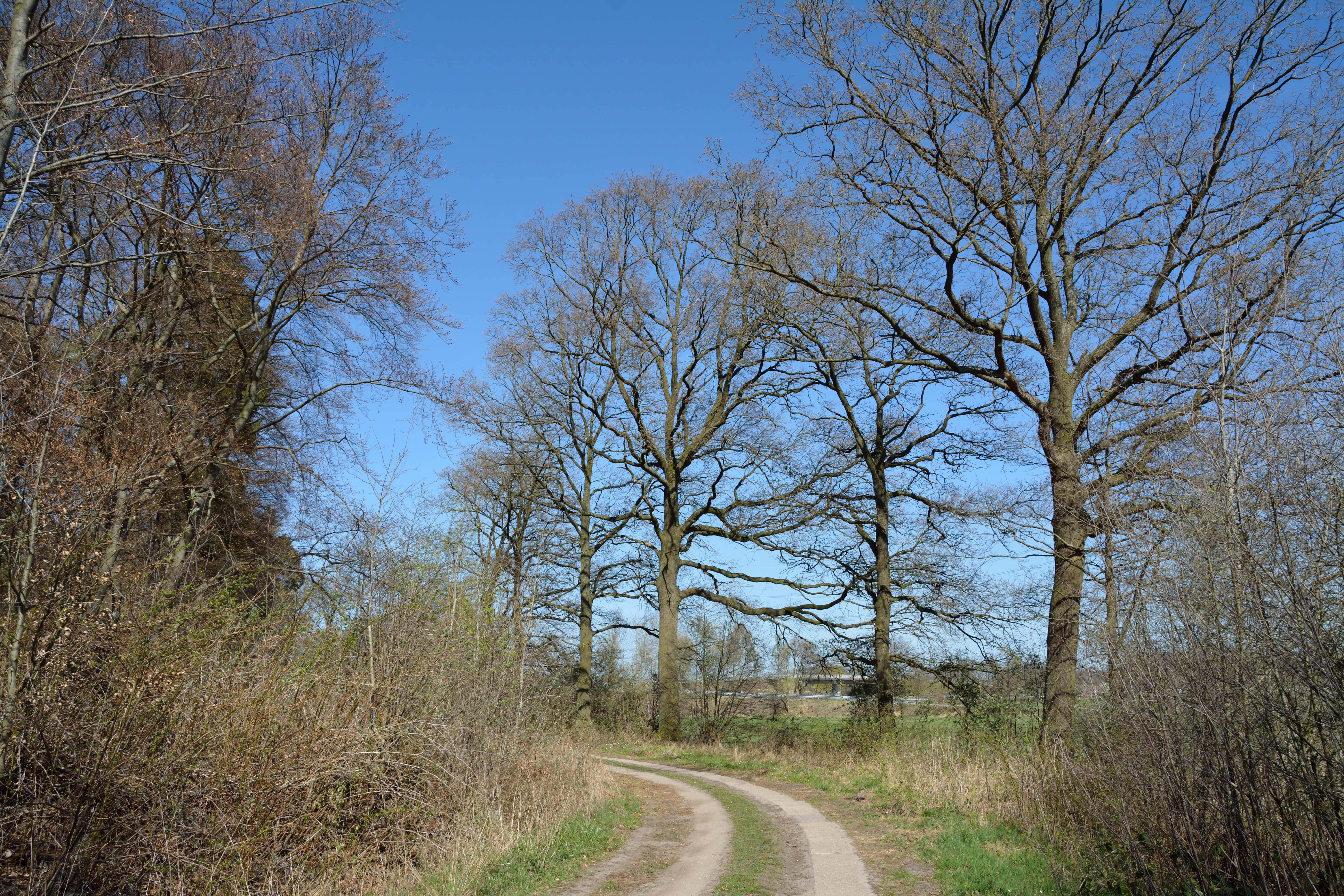
FFH-Gebiet Staatsforst Rantzau östlich Tornesch

Im Norden der Gemeinde Tornesch liegt das am 24. Oktober 2005 eingerichtete Landschaftsschutzgebiet „Moorige Feuchtgebiete“, im Süden das am 20. November 2006 eingerichtete Landschaftsschutzgebiet „Mittlere Pinnau“ und im Osten das am 31. Oktober 1969 eingerichtete Landschaftsschutzgebiet „LSG des Kreises Pinneberg“. Die südliche Gemeindegrenze wird durch die Pinnau, einem rechten Nebenfluss der Elbe gebildet. Dort liegt mit der Wasserfläche der Pinnau und deren Uferbereich ein Teil des europäischen NATURA 2000-Schutzgebietes FFH-Gebiet Schleswig-Holsteinisches Elbästuar und angrenzende Flächen. Im Osten der Gemeinde westlich der Bundesautobahn 23 liegt das FFH-Gebiet Staatsforst Rantzau östlich Tornesch.

### Sport
In der Stadt ist der FC Union Tornesch beheimatet. Die Herren-Fußballmannschaft spielt, obwohl Tornesch in Schleswig-Holstein liegt, in der Fußball-Oberliga Hamburg und trägt die Heimspiele im Torneum Fußpallpark aus.

## Wirtschaft

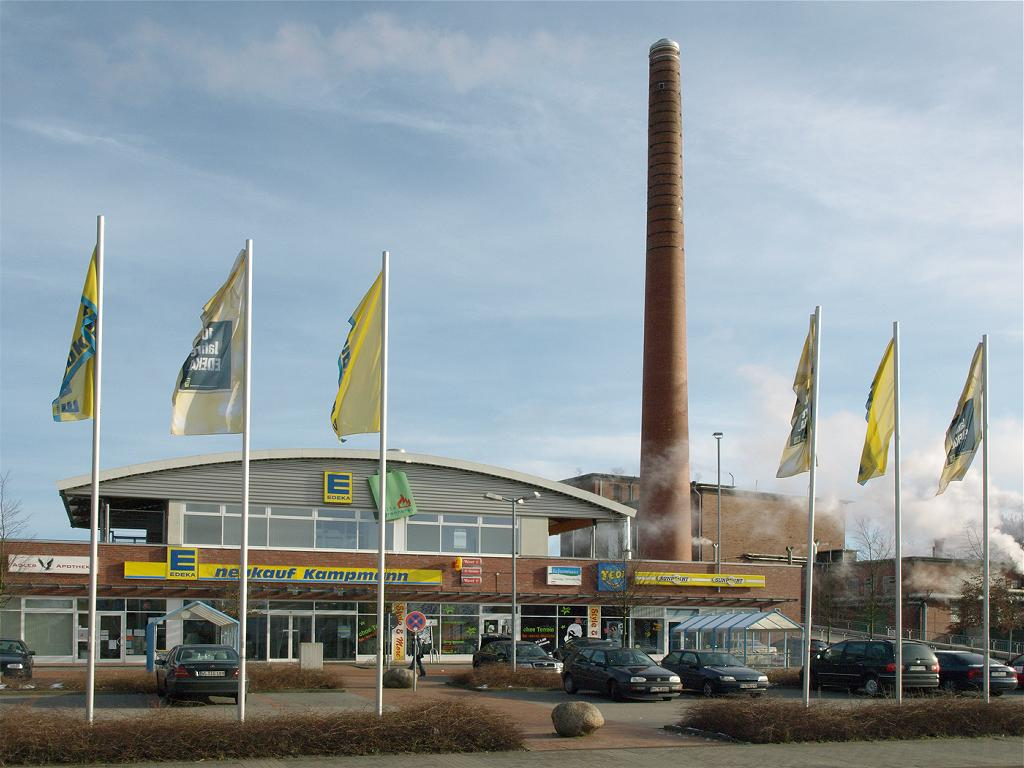
Einkaufszentrum in Bahnhofsnähe und Papierfabrik Meldorf (Certina-Gruppe)

In Tornesch sind mehrere Industriebetriebe angesiedelt. Das in Tornesch ansässige Unternehmen Papierfabrik Meldorf ist aus der Altonaer Wellpappenfabrik und der Meldorfer Papierfabrik hervorgegangen. Es gehörte ehemals zum Unternehmen Panther Packaging. 2017 wurde es an die Certina Holding verkauft.
Weitere wichtige Unternehmen sind das Hanseatische Wein- und Sektkontor (Hawesko Holding AG) und HellermannTyton, die mit der Befestigungen und Kennzeichnung von Kabeln befasst sind. Das pharmazeutische Unternehmen Medac hat sein Logistikzentrum in Tornesch. Außerdem ist Tornesch traditionell ein Baumschulgebiet.
Am Bahnhof, auf dem Gelände der ehemaligen Brennerei, haben sich einige Ketten angesiedelt (KIK, Aldi, Rossmann) sowie eine Apotheke, ein Bäcker, ein Friseur, ein Sonnenstudio und ein REWE-Markt.
Die Arbeitslosenquote beträgt etwa 5,3 Prozent.

### Verkehr
In Tornesch befindet sich die Anschlussstelle Nr. 15 der Autobahn A 23 von Hamburg nach Heide (Holstein).
Tornesch hat seit dem 18. September 1844 einen Bahnhof im Abschnitt Hamburg-Altona–Elmshorn der Bahnstrecke Hamburg-Altona–Kiel, der heute u. a. von den Regionalbahnlinien RB61 und RB71 bedient wird und Teil des Hamburger Verkehrsverbundes ist. Am Bahnhof zweigt davon die eingleisige Strecke der Uetersener Eisenbahn in das benachbarte Uetersen ab, deren Personenverkehr 1965 eingestellt wurde. Dieser wurde durch Omnibusse ersetzt, die auch teilweise über Heidgraben fahren. Der Busverkehr wurde vom neu gebildeten Verkehrsunternehmen Kreisverkehrsgesellschaft in Pinneberg (KViP) übernommen, die hier nun u. a. Buslinien von Tornesch nach Uetersen (sowohl direkt als auch über Heidgraben) und nach Ellerhoop betreiben, inzwischen auch innerhalb des HVV.
2009 wurde zur besseren Anbindung an die Hamburger Straße eine Fußgängerbrücke ohne Dach beschlossen, die über die Städtebauförderungsmaßnahmen finanziert werden konnte. Aufgrund von Vandalismus und Fehlplanung sind die Unterhaltskosten sehr gestiegen.
Tornesch ist direkt mit der Hansestadt Hamburg und der Kreisstadt Pinneberg verbunden. Zusätzlich bietet die Anbindung an die A 23 eine gute Infrastruktur, die mehr und mehr Privatleute und Unternehmungen in die Stadt zieht. Siehe auch: Suburbanisierung.
Auf der Gemarkung von Tornesch liegt der Flugplatz Ahrenlohe.
Das Tornescher Rathaus ist fast vollständig von Uetersener Stadtgebiet umgeben und lediglich durch eine schmale Zufahrtsstraße mit Tornesch verbunden. Einzelne Aufgaben, etwa das Standesamt, werden jedoch vom Rathaus in Uetersen übernommen.

### Bildungswesen

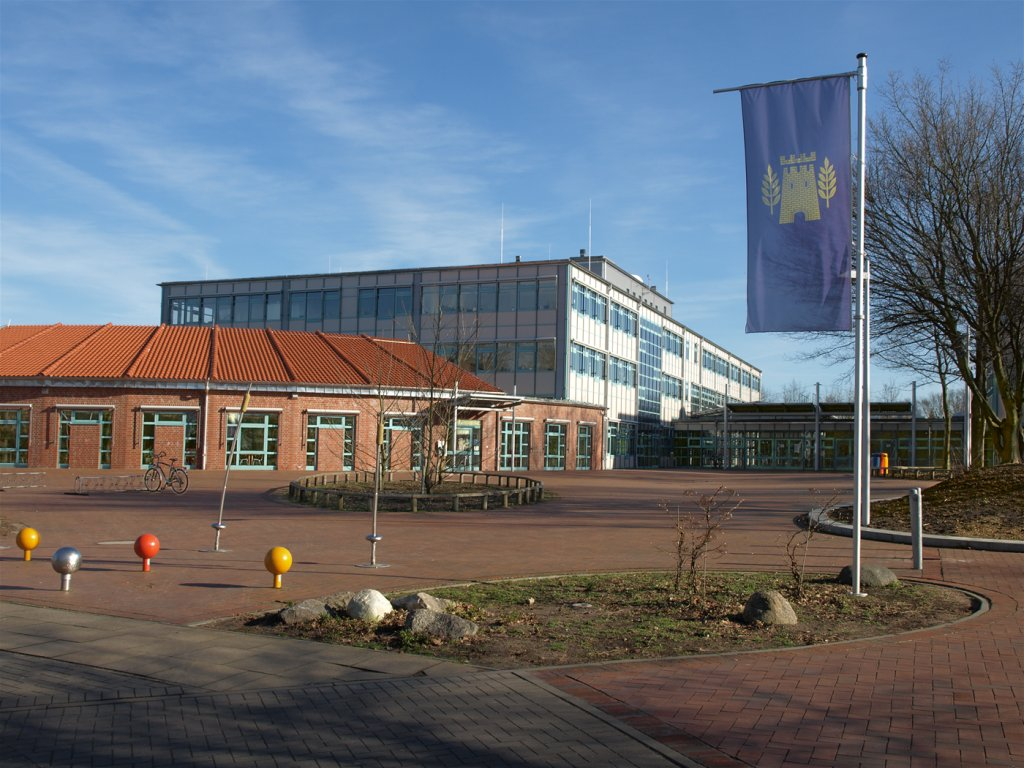
Klaus-Groth-Schule

In der Stadt Tornesch befinden sich die Klaus-Groth-Schule (Gemeinschaftsschule mit Oberstufe), die Fritz-Reuter-Schule (Grundschule) und die Johannes-Schwennesen-Schule, die Grundschule Esingens. Das Förderzentrum Wilhelm-Busch-Schule wurde mit Ende des Schuljahres 2009/2010 aufgelöst. Die sonderpädagogische Förderung in Tornesch wird durch die Geschwister-Scholl-Schule in Uetersen geleistet. Die Realschule Tornesch und der Hauptschulzweig der Fritz-Reuter-Schule sind im Juli 2007 ausgelaufen. Die zuständigen Schulen sind darum die Grund- und Regionalschule Rosenstadtschule sowie das Ludwig-Meyn-Gymnasium, beide in Uetersen gelegen. Die Stadtbücherei Tornesch befindet sich heutzutage im Gebäude der Klaus-Groth-Schule. Des Weiteren gibt es eine gemeinsame Volkshochschule mit Uetersen, die ihren Sitz im Tornescher Hof hat.

## Persönlichkeiten
- Hans Hingst (1908–1996), geboren im heutigen Tornescher Stadtteil Ahrenlohe, Prähistoriker